# Ducado de Milão
O Ducado de Milão foi um estado do norte da Itália entre 1395 e 1796. Formou parte do Sacro Império Romano-Germânico. Foi governado por várias famílias e dinastias com o domínio do Ducado (durante o período do Renascimento foi governada pelas famílias Sforza e Visconti, Duques de Milão), mas também por alguns poderes de fora da Itália. Embora o território do Ducado tenha variado ao longo dos séculos, cobria em geral grande parte da Lombardia, incluindo Milão e Pávia, centros tradicionais do Reino Itálico. Parma também era parte do Ducado até que se tornou ela própria um Ducado distinto no século XVI. O território do ducado também se estendia a partes das atuais regiões italianas de Piemonte, Emília-Romanha e Toscana,  além do atual Cantão Ticino e Leventina, na atual Suíça.
No sentido de distinguir a cidade de Milão do ducado homónimo, a região era frequentemente chamada de Milanês ou, mais raramente, Milanesado.

## Instituição
O ducado foi constituído oficialmente em maio de 1395, quando João Galeácio Visconti, já Vigário Imperial e Dominus Generalis de Milão, obtém o título de duque de Milão por meio de um diploma firmado em Praga por Venceslau de Luxemburgo, soberano do Sacro Império Romano-Germânico (1378-1400).

## Limites

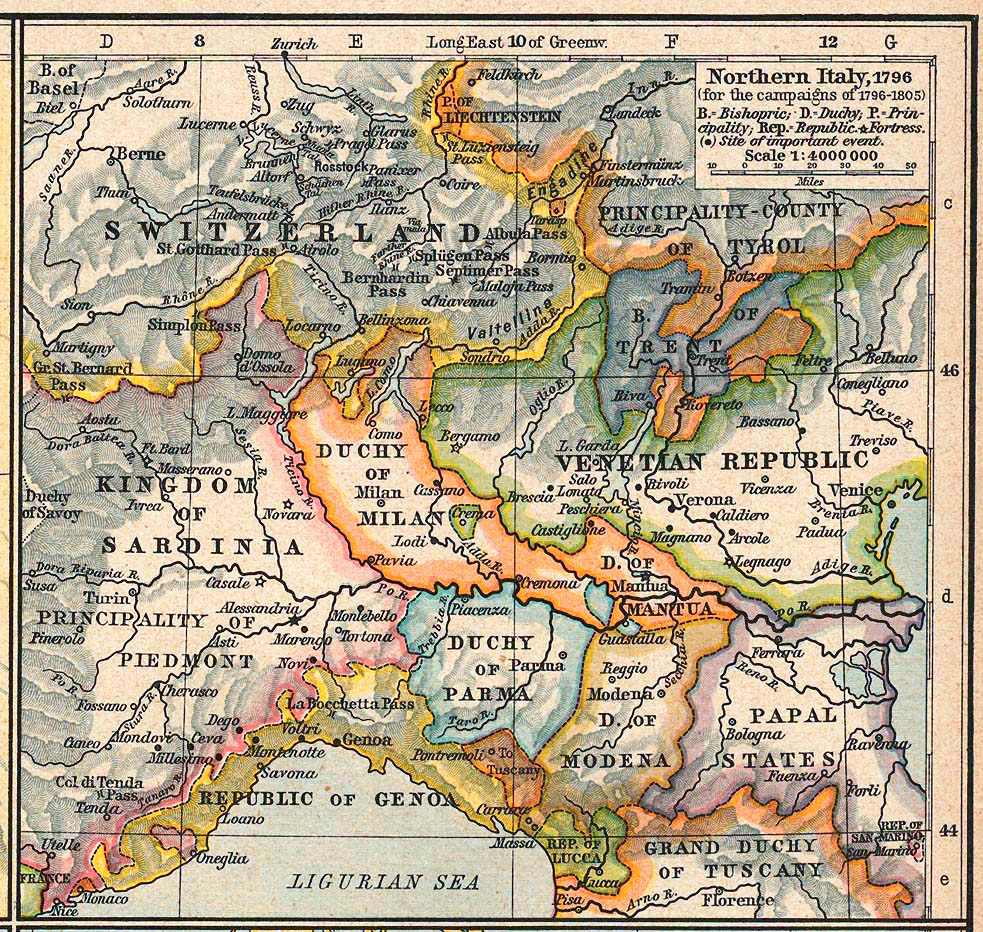
Norte da Itália em 1796.

O ducado, cujas fronteiras mudaram sensivelmente ao longo do tempo, tinha como capital a cidade de Milão e compreendia principalmente a Lombardia com exceção de Mântua, pertencente à casa de Gonzaga. Estendia-se pela Emília-Romanha, Ligúria, Piemonte, Toscana e Veneto, atingindo terras também no atual cantão Ticino. Formalmente, era parte do Sacro Império Romano-Germânico, mas era de fato independente.
Com um diploma imperial posterior, assinado pelo mesmo Venceslau em Praga em 30 de março de 1397, João Galeácio foi proclamado Dux Lombardiae (Duque da Lombardia): a ele e aos seus herdeiros masculinos era oficialmente reconhecida a potestade ducal sobre os territórios sujeitos à casa dos Visconti. Este documento menciona também os centros mais significativos do agora ducado lombardo:
Localidades do Ducado de Milão em 1397
| A a B | C a P                                                                                           | Q a Z |
| --- | ----------------------------------------------------------------------------------------------- | --- |
| - Alessandria - Asti - Avenza (Carrara) - Bassano del Grappa - Belluno - Bergamo - Bobbio - Borgo San Donnino (Fidenza) - Bormio - Bréscia | - Crema - Cremona - Como - Feltre - Lodi - Novara - Novi Ligure - Parma - Piacenza - Pontremoli | - Reggio Emilia - Riva del Garda - Riva del Garda - Rocca d'Arazzo - Sarzana - Soncino - Tortona - Vercelli - Verona - Vicenza |

Depois de ter atingido a máxima expansão sob o mesmo João Galeácio, morto em 1402, as fronteiras do ducado milanês foram progressivamente reduzindo-se, até compreender, ao término da idade austríaca, somente o território compreendido entre Suíça, Rio Ticino, Pó e Adda, com parte de Cremona e de Mântua.
No curso do século XV, as regiões que constituem hoje o Cantão Ticino foram repetidamente invadidos pelos suíços. Os confins do ducado com a Suíça, a atual fronteira entre a Confederação Helvética, até a
Valtellina, que pertenceu ao cantão suíço dos Grisões até 1707, se estabilizaram em 1515, depois da derrota do exército suíço em Melegnano.

## História
O destino de Milão uniu-se, no século XIII com o da Casa de Visconti, que seguiu a política de expansionismo herdada da comuna ambrosiana. Um dos primeiros a liderar a cidade lombarda foi Oto Visconti, eleito arcebispo em 1277. Na primeira metade do século XIV os seus netos Mateus, Galeácio I, Azzone e o arcebispo João aumentaram a área de influência às regiões vizinhas. Igual política de expansão foi seguida na segunda metade do século XIV por seus sucessores (Mateus II, Barnabé e João Galeácio).

### O ducado dos Visconti (1395-1447)
Depois de um período de tensão entre vários membros da poderosa família, João Galeácio Visconti, João de Barnabé, em 1385 com golpe de mão assume o poder e os vastos domínios da família ao norte da península Itálica.
Diz-se que os territórios sujeitos a seu domínio renderam a João Galeácio em um ano - além da renda ordinária de 1 200 000 florins de ouro - outros 800 000 de súditos extraordinários.
Com a morte de João Galeácio Visconti (1402), o jovem filho João Maria não soube manter as conquistas paternas e o ducado começou uma rápida desagregação.
Em 1412, João Maria morreu assassinado em Milão. Sucedeu-lhe no trono o irmão menor Filipe Maria, que, depois de ter retomado o controle de grande parte do ducado, retomou a política expansionista seguida por João Galeácio e entrou em choque com a República de Veneza. A guerra, declarada em 1426, durou muitos anos, e concluiu-se com a Paz de Ferrara (1433), na qual Filipe Maria Visconti cedeu a Veneza as cidades e os territórios de Bréscia e Bérgamo.
Com a morte sem herdeiros de Joana II de Nápoles (1435), a coroa do reino de Nápoles foi dividida entre Anjevinos e Aragoneses. Filipe Maria Visconti formou uma liga com Veneza e Florença e aliou-se com os Angevinos; em seguida, em um dos seus frequentes câmbios de alianças aliou-se aos Aragoneses mas foi derrotado pelos ex-aliados, comandados pelo mercenário Francesco Sforza.
Em 1441, Filipe Maria firmou a Paz de Cremona, com a qual cedeu outras terras à República de Veneza e deu como esposa a Francesco Sforza a própria filha natural Bianca Maria, que em dote levou Cremona e o seu condado, exceto Castelleone e Pizzighettone, praça-forte que foi trocada por Pontremoli na Lunigiana.

### A Áurea República Ambrosiana (1447-1450)
Com a morte de Felipe Maria, último dos Visconti (agosto 1447), foi instituída a chamada Áurea República Ambrosiana, uma forma de governo republicana instituída por um grupo de nobres milaneses. A república confiou a defesa contra Veneza a Francesco Sforza que, dotado de notável capacidade estratégica, aproveitou a crise da república para fazer-se nomear Duque de Milão (25 de março de 1450).

### O primeiro ducado sforzesco (1450-1499)
A Veneza, que não havia abandonado a sua intenção de expandir-se na Lombardia, faz uma aliança com Afonso de Aragão, Rei de Nápoles e com o imperador Frederico III de Habsburgo (1440-1493), contra Francesco Sforza e seus aliados. Porém a queda de Constantinopla, conquistada pelos otomanos, pôs em perigo as possessões venezianas no mar Egeu e depois de 4 anos de guerra pé firmada a Paz de Lodi (abril 1454).
Com esse documento, Francesco Sforza e Afonso V de Aragão foram reconhecidos respectivamente duque de Milão e rei de Nápoles, a República de Veneza estendeu seu domínio até o rio Adda e foi estipulada a Liga Santa itálica contra os turcos otomanos.
O equilíbrio político alcançado com a Paz de Lodi durou até a morte de Lourenço o Magnífico (8 de abril de 1492) e a invasão de Carlos VIII na Itália (1494).
Galeácio Maria, filho de Francesco Sforza, devido a seu governo ser considerado por muitos  tirânico, foi assassinado em um complô. O filho, João Galeácio, governou sob a regência da mãe Bona de Savoia, até que o tio, Ludovico, o Mouro usurpou o trono do Ducado. Ludovico o Mouro, filho de Francesco Sforza, conseguiu obter a tutela do sobrinho João Galeácio e o confinou no Castelo de Pavia, onde foi envenenado em 1494.
Terminaram assim as relações entre Ludovico e Fernando de Aragão: João Galeácio tinha de fato desposado uma sobrinha do rei de Nápoles, o qual toma a parte do legítimo herdeiro. Ludovico o Mouro respondeu encorajando o rei Carlos VIII da França a reivindicar o Reino de Nápoles, até que em 1442 o trono partenopeu foi dado à dinastia francesa de Anjou.
Em 1494, Carlos VIII invadiu a Itália e conquistou Nápoles, destruindo o equilíbrio entre os vários estados italianos e dando início às guerras italianas (1494-1559).

### O primeiro ducado francês (1499-1512)
Em 1495, Carlos VIII da França foi expulso da Península Itálica por uma liga composta pelos estados italianos, Sacro Império Romano-Germânico, Espanha e Inglaterra, mas somente três anos depois, em 1498, o duque de Orleans - que se tornou rei da França com o nome de Luís XII da França - fez valer os próprios direitos sobre o Ducado de Milão: um antepassado seu, Luís de Turena, tinha de fato desposado em 1389 Valentina Visconti, filha do primeiro duque, João Galeácio. Ele, proclamando-se legítimo herdeiro dos Visconti, invadiu o estado milanês em 1499 derrotando Ludovico o Mouro. O ex-soberano sforzesco buscou inutilmente confrontar as tropas transalpinas, pedindo ajuda ao Imperador, mas conseguiu somente recuperar pou pouco tempo a capital e poucas outras terras. Derrotado e feito prisioneiro em Novara em 1500, foi deportado para a França, no Castelo de Loches, onde morreu em 27 de maio de 1508.

### O segundo ducado sforzesco (1512-1515)
Luís XII da França tornou-se duque de Milão até 1512, quando o exército suíço expulsou os franceses da Lombardia e colocou no trono milanês Massimiliano Sforza, filho de Ludovico o Mouro. Entre 1512 e 1515 os cantões suíços controlaram de facto o ducado.

### O segundo ducado francês (1515-1521)
Sob o reinado de Francisco I de Valois, a coroa francesa conseguiu restabelecer a própria soberania sobre o ducado milanês. Em 1515, depois da sangrenta batalha de Marignano - que terminou com a derrota do exército suíço - o soberano francês depôs Massimiliano Sforza e se instalou no trono ducal. Francisco de Valois governou o ducado até 1521, quando Carlos V, rei de Espanha e Imperador, alçou ao trono do ducado o jovem irmão de Maximiliano, Francesco II Sforza.

### O terceiro ducado sforzesco (1521-1535)
Depois de decisiva derrota francesa na batalha de Pávia em 24 de fevereiro de 1525, que deixou às forças imperiais de Carlos V, do Sacro Império Romano, o predomínio na península Itálica, Francisco I de Valois uniu-se à  Liga de Cognac contra o imperador: junto a ele, a República de Veneza, a República Florentina, o pontífice Clemente VII e o Reino da França.
O duque foi rapidamente superado pelas tropas imperiais, mas conseguiu manter o controle sobre alcumas cidades e praças-forte do ducado. Graças à República de Veneza que cedeu toda a costa da Apúlia (Brindisi, Monopoli, Gallipoli, Polignano al Mare, Lecce, Bari e Trani) em troca da retirada das pretensões imperiais sobre Milão, devido também ao fato que Carlos V não queria encontrar-se com os venezianos, "porque se não tivesse cedido, não teria podido ter paz com os venezianos e teria havido uma guerra imortal na Itália", e ele sabia que não tinha os meios de suportá-la, porque antes aos venezianos que Milão não caia em mãos dos transalpinos, dado que "ao ocupá-lo não proporciona poder mantê-lo".
Francesco II Sforza morreu sem herdeiros em 1535 abrindo uma nova questão para a sucessão ao trono.

### O  período espanhol (1535-1706)
O Rei da França e o imperador reclamavam o ducado, guerreando entre si. Este último obteve o controle do ducado instalando no trono o filho Filipe com diploma imperial firmado em Bruxelas em outubro de 1540. A posse do ducado por Filipe Habsburgo foi finalmente reconhecido pela coroa francesa em 1559, com a Paz de Cateau-Cambrésis.
O ducado de Milão permaneceu sujeito aos soberanos espanhois até o início do século XVIII. Nesse período a sua capital tornou-se, com São Carlos e Frederico Borromeu, um dos principais centros da Contra-reforma na Itália.
A avaliação do período espanhol é muito controversa. Indubitável a decadência econômica que atingiu o ducado, em particular do início do século XVII. Porém deve-se mencionar que tal involução se manifestou - com formas e dimensões diferentes - em toda a Península Itálica. Muito influente para a percepção negativa deste período foi o romance oitocentista I promessi sposi (Os noivos), escrito por Alessandro Manzoni.

### A dominação austríaca (1706-1796)
Com o tratado de Baden, que pôs fim à Guerra da Sucessão Espanhola, o Ducado de Milão foi cedido à Casa de Habsburgo da Áustria, que o conservou até a conquista francesa realizada por Napoleão Bonaparte em 1796.
No curso do século XVIII, a superfície do ducado – apesar da absorção do Ducado de Mântua, dotado porém de forte autonomia com respeito a Milão – se reduziu posteriormente, chegando a uma extensão inferior à da atual Lombardia: de fato, não pertenciam ao ducado milanês Bérgamo, Bréscia, Crema e Oltrepò Pavese. O governo dos Habsburgo da Áustria foi caracterizado por relevantes reformas administrativas, que os soberanos da dinastia austríaca – inspirados pelos princípios do assim chamado Absolutismo iluminado – introduziram também nos seus territórios lombardos: por exemplo, a re-sistematização do cadastro, a supressão da censura eclesiástica, o desenvolvimento da indústria da seda. Tais medidas são unanimemente reconhecidas como uma dos pressupostos que nos séculos seguintes permitiram à Lombardia tornar um dos principais motores econômicos da Itália.
Em seguida à vitoriosa campanha de Napoleão Bonaparte na Itália setentrional, em 1797 o ducado foi cedido à República Francesa pelos Habsburgo com o Tratado de Campoformio. Assim o ducado deixou de existir e os seus territórios restantes formaram a parte central da República Cisalpina, da qual Milão tornou-se a capital.